# Limnophila bangweolensis
Limnophila bangweolensis là một loài thực vật có hoa trong họ Mã đề. Loài này được (R.E. Fr.) Verdc. mô tả khoa học đầu tiên năm 1951.